# Acronicta albina
Acronicta albina là một loài bướm đêm trong họ Noctuidae.